# Auriat
Auriat ist eine Gemeinde im Zentralmassiv in Frankreich. Sie gehört zur Region Nouvelle-Aquitaine, zum Département Creuse, zum Arrondissement Guéret und zum Kanton Bourganeuf. Sie grenzt an Cheissoux, Champnétery, Moissannes, Sauviat-sur-Vige, Saint-Priest-Palus und Saint-Moreil. Die Bewohner nennen sich Auriats oder Auriates.

## Sehenswürdigkeiten
- Kirche Saint-Pierre-ès-Liens, erneuert im 14. Jahrhundert
- Kapelle im Ortsteil La Baconaille
- Schloss La Baconaille aus dem 18. Jahrhundert

## Bevölkerungsentwicklung
| Jahr      | 1962 | 1968 | 1975 | 1982 | 1990 | 1999 | 2008 | 2013 |
| --------- | ---- | ---- | ---- | ---- | ---- | ---- | ---- | ---- |
| Einwohner | 308  | 241  | 216  | 180  | 144  | 113  | 124  | 114  |